# Процюк, Степан Васильевич
Степан Васильевич Процюк (13 августа 1964 года) — украинский поэт и прозаик, представитель экзистенциально-психоаналитического направления в украинской литературе.

## Биография
Степан Процюк родился 13 августа 1964 года.
Окончил Прикарпатский национальный университет имени Василия Стефаника (Ивано-Франковский пединститут) и аспирантуру Института литературы имени Тараса Шевченко НАН Украины. Кандидат филологических наук. Преподает современную украинскую литературу в Прикарпатском национальном университете имени Василя Стефаника (Ивано-Франковск).

## Творчество
Литературная биография Степана Процюка началась в 1992 году, когда был напечатан первый поэтический сборник «На острие двух правд» («На вістрі двох правд» — подборка литературной группы «Новая дегенерация», вступительная статья Юрия Андруховича). Вначале 1990-х литературная группа «Новая дегенерация» стала одним из немногих борцов с литературной стагнацией. Позже появился сборник стихов «Апологетика на рассвете» («Апологетика на світанку» Ужгород, 1996) и сборник поэм «Всегда и никогда» («Завжди і ніколи», Львов, 1999). Со временем автор прекратил писать стихи и перешёл исключительно на прозу и эссеистику.
В 1996 году вышел сборник эссе Степана Процюка «Рыцари стилоса и кафе» («Лицарі стилосу і кав’ярень», Киев) и первая книга прозы «Преступление в вакууме» («Переступ у вакуумі»). В 2001 году тернопольское издательство «Джура» напечатало сборник повестей «Виселица для нежности» («Шибениця для ніжності»), который вызвал разные отзывы и рецензии. В одноимённой повести доминирует форма исповеди главного героя Демьяна, вызванная письмом бывшей возлюбленной, написанным через двадцать лет после разрыва. Структурно повесть состоит из двух частей и эпилога. Первый раздел повествует о детстве Демьяна, школьных годах и первой влюбленности. Основоположная черта композиции — сюжетная дискретность. Жизненный путь персонажа показан непоследовательно, автор останавливается лишь на экзистенциально значимых событиях, которые позволяют осознать основные этапы эволюции характера. Во второй части речь идет об учёбе Демьяна в институте; личностная история дополняется общественными обобщениями, которые отображают специфику советского строя. Центральной во второй части стала история любви Демьяна и Зоряны. Параллельно в повести представлены фабульные линии родителей главного героя, его дяди, ставшего жертвой тоталитарной системы, брата Саши. Композиция повести традиционная для раннего творчества Степана Процюка, её черты: коллажность, фрагментарность картин, репортажность, полемико-публицистические авторские отступления. В 2002 году ивано-франковское издательство «Типовит» печатает сборник повестей «Серафимы и мизантропы», в котором, по мнению критики, доминируют декадентские мотивы, возрастает интерес к изображению пограничных невротических состояний человека. Повести Степана Процюка сочетают творческие практики экспрессионизма, экзистенциализма и постмодернизма. Характерный тип героя — рефлексирующий интеллигент с сильным стремлением к идеалу, в котором узнаются поиски Бога.
В 2002 году Степан Процюк дебютировал как романист — львовская «Пирамида» напечатала книгу «Инфекция». В аннотации подчеркнуто, что это роман «о современных украинцах и о нашей истории болезни». Критик Олег Соловей справедливо утверждает, что «Инфекция» — пример редкого сегодня жанра социально-психологического романа. Центральной в этом произведении стала идея инфицированности украинцев чужой культурой и способом жизни. Композиционно роман состоит из восьми глав, переплетая две основные фабульные линии: Саввы Чернокрыла (который женится на дочке галицкого диссидента Иванке, переезжает в Киев, заводит роман с Марьяной, в финале Иванка находит утешение в греко-католической церкви, а Савва собирается на заработки за границу; через коллизии Савиной судьбы автор сопоставляет две части Украины — Центральную и Западную) и выходцев из западноукраинской деревни братьев Остапа и Назара Кисельчуков. Остап влюбляется в дочь генерала, киевлянку Ирэн, стремясь достичь успеха и благосостояния, отрекается от своего галицкого происхождения и от семьи; образ Остапа — воплощение галицкой мимикрии. Второй брат Назар — его антипод, он становится молодёжным политиком и воплощает новый тип украинского государственного деятеля. Оценки критики варьировались: на одном полюсе — утверждения, что в украинской литературе появился роман «национальной чести», на другом — раздражение, что настоящий украинец не может так жестко критиковать национальные проблемы и менталитет. В 2003 году за этот роман Степан Процюк выдвигался на Шевченковскую премию.
Второй роман «Жертвоприношение» (напечатан сначала в журнале «Курьер Кривбасса», а в 2007 году — в издательстве «Типовит») повествует о жизни поэта из провинциальной Мичуровки Максима Ищенка, который не находит места в обществе, живущем по законам «рыночной экономики». По мнению критика Олега Соловья, «Жертвоприношение» — прежде всего роман о «потерянном украинском человеке во времена новейшей постколониальной истории» и «вне всякого сомнения, это роман о поражении… Персональном, а может, и более широком национальном поражении украинского литератора». В романе доминирует исследование болезненных аспектов человеческой психики, тайн сознания и подсознания. Сложная психологическая партитура, переплетение намёков и реминисценций формирует главный философский аспект — болезненное осознание никчемности бытия Поэта в современной Украине (и мире вообще).
В 2005 году вышел третий роман Степана Процюка «Тотем» (издательство «Типовит»). В нём критики отмечают возрастающий интерес к онтологическим проблемам: смерть и страх, фетишизация и неврозы, отчаяние и поиски рецептов гармонии с собой и миром. Актуальные проблемы романа: зависимость от идолопоклонства, фальшивый патриотизм, деградация личности под действием психотропов, нездоровая фетишизация страсти. В романе переплетаются несколько фабульных линий: зависимый от психотропных лекарств Виктор издевается над матерью, по-садистски ведёт с Владиславой, пытается покончить жизнь самоубийством. Его отец ищет выход из жизненного тупика в постоянных адюльтерах, которые его давно уже не интересуют. Политически сознательный Михаил Юркевич разочаровывается в национальной идее и постепенно спивается. Даже успешный бизнесмен Никита Крещук не может вырваться из заклятого круга неуверенности, потому так болезненно и долго, через преодоление взаимного недоверия вызревает его любовь к Владиславе. Эта единственная действительно оптимистическая сюжетная линия по-своему показательна: из «великой антинебесной империи деградации» люди пытаются сбежать в личную жизнь, их поведением управляет единственный настоящий тотем — поиск любви.
В 2007 году ивано-франковское издательство «Типовит» выдало сборник эссе Степана Процюка «Канатоходцы». «Главная примета нашего времени — отсутствие, почти повсеместное и хроническое, настоящей жизни». Эти слова — лейтмотив сборника. Тоска о настоящем пронизывает всю книгу. Автор борется полуправдой и симулякрами, противопоставляет наигранности безпафосную героику, очищенную от гламура и наносной изысканности. Эссе Степана Процюка сочетают достоверность жизненных фактов (присущую дневнику); глубокие обобщения, граничащие с философией; образность, пластичность, непосредственно связанные с беллетристикой. Канвой сюжетных линий писатель выбирает дневник, в тексте присутствует автобиографическая составляющая, которая провоцирует заинтересованность читателя. Темами эссе стали родословная автора, его поэтическая юность и писательская зрелость, современный украинский литературный процесс.
Ещё одна грань писательского таланта Степана Процюка — литература для подростков. В 2008 году в киевском издательстве «Грани-Т» опубликована трилогия о любви «Марийка и Костик», «Влюбленные в солнце» («Вторая история Марийки и Костика»), «Аргонавты» («Третья история Марийки и Костика»). События этих книг происходят в маленьком украинском городке Старомихайловка. Герои живут своей интересной жизнью: встречаются, ведут романтические беседы, влюбляются… В этом же году в издательстве «Грани-Т» в серии «Жизнь выдающихся детей» вышла книга «Степан Процюк о Василии Стефанике, Владимире Винниченко, Архипе Тесленко, Карле-Густаве Юнге и Нике Турбиной». Повести Степана Процюка для подростков критика называет одними из наиболее затребованных в этой жанровой нише.
В 2010 году в издательстве «Грани-Т» вышел сборник эссе «Анализ крови». Книжка состоит из 20 эссе на разнообразные экзистенциальные, литературные и политические темы, которые объединяет использование классического психоанализа (концепция творчества как психотерапии). Автор размышляет о вечных проблемах. Зачем живем? Что придает магический оттенок и очарование нашей жизни? Почему мы нередко смеемся там, где нужно плакать, а плачем тогда, когда можно улыбнуться? Где искать настоящие причины наших самых парадоксальных поступков, слов, мыслей? На ярких примерах собственной жизни, а также ссылаясь на истории жизни известных писателей, художников, психоаналитиков, автор демонстрирует своё мастерство психолога. Между строк — ненавязчивые намёки на Зигмунда Фрейда, Фридриха Ницше, Ирвина Ялома, часто встречаются специальные психологические термины. Эссе Степана Процюка насыщены многочисленными литературными, философскими аллюзиями и реминисценциями: Э. Хемингуэй, А. Камю, Ж. П. Сартр, Г. Чхартишвили, В. Стефаник, Ж. Батай, М. Уэльбек, М. Монтень, П. Тычина, И. Бунин, С. Дали, Т. Шевченко, А. Олесь, П. Кулиш… Центральными стали три больших эссе, сосредоточенные на психоаналитической проблематике: «Наедине с пустотой», «Terra incognita», «Нарциссизм и страдание». Степан Процюк почти не предлагает ответов на поставленные вопросы. В этом — «изюминка» книги; читатель должен задуматься, провести собственный «анализ крови», ведь «тот, кто познает себя, познает весь мир». «Анализ крови» — книга о разрушительных силах в развитии человека, его страхах и неврозах, которые могут подтолкнуть и к творению, и к разрушению.
В 2010 году в издательстве «Академия» вышел роман «Роза ритуальной боли» («Троянда ритуального болю»), в котором автор пытается представить серьёзное художественно-психологическое осмысление Василия Стефаника как человека и писателя. Его образ представлен в нестереотипных для украинского литературного канона жизненных ситуациях. В первую очередь Степана Процюка интересовали особенности психотипа героя, его загадочный внутренний мир, трагедия души. С. Процюк создает биографию Василя Стефаника, пропустив сухие исторические детали сквозь призму психоанализа. Такой подход позволяет избежать создания хрестоматийного образа творца. «Роза ритуальной боли» состоит из 85 коротких разделов, размещенных без учёта принципа хронологической последовательности. В романе много внимания уделяется утраченной любви главного героя, его поискам Вечной Женщины, болезненным утратам и их возможным причинам. Автор описывает отношения Василия Стефаника с Евгенией Бачинской и Евгенией Калитовской, Ольгой Гаморак, менее известные — с Ольгой Кобылянской и Софией Морачевской. Также в романе речь идет об отношениях героя с коллегами и современниками: Иваном Франком, Михаилом Коцюбинским, Лесем Мартовичем, Марком Черемшиной, Станиславом Пшибышевским, митрополитом Андреем Шептицким, Вацлавом Морачевским. Эпизодически предлагаются размышления о политической деятельности персонажа, тонкие проникновения в его творческую лабораторию. Создавая образ Стефаника, Степан Процюк экспериментирует, предлагает новаторский подход к изображению главных этапов жизни выдающейся личности, её мироощущения, отношений с окружающими. В романе переплетаются реалистические и аллегорически-символические картины и образы. И. Славинская утверждает, что вместе с романом Степана Процюка «Роза ритуальной боли» на Украину пришёл новый жанр — мифобиография, текст-биография, в котором доминирует образ, а не точность отображения исторических и культурных реалий, не «археологическая» история. В контексте украинской биографической прозы роман «Роза ритуальной боли» — произведение нетрадиционное, Степан Процюк выходит за рамки традиционной модели биографического романа, создавая параллельную историю символов в жизни писателя, исследуя трагедию индивидуального невроза.
В конце октября 2010 года в издательстве «Ярославов вал» (Киев) вышла последняя часть «психиатрической тетралогии» Степана Процюка — роман «Разрушение куклы» («Руйнування ляльки», впервые напечатан в журнале «Курьер Кривбасса»). Это специфический образец философской прозы, не роман действия, а роман идей, в котором больше психологии, чем интриг и приключений. Степан Процюк остро раскрывает проблемы индивидуального и коллективного бытия. У романе концептуально раскрываются Архе и Кукла. Архе — это память об истоках и элементарных истинах, которые гарантируют человеку человеческую жизнь. Кукла — это симулякр (термин Ж. Бодрияра), фальшивка, голограмма, которая запутывает человека, насаждает грех и «бесконечную юдоль печали». Концептуальное разрушение Куклы — прежде всего сознательная, жестокая и болезненная борьба с комплексами. В центре романа — истории двух персонажей. Первая история — отношения Ивана и Анны Сороченко, вторая — судьба пиарщика и политтехнолога Василия Величко. Главная проблема романа — бессмысленность человеческого бытия. Герои романа живут на экзистенциальном пограничье. Моральный выбор, эруптивная кардиограмма человеческих поисков, одиночество, скованность человека спрутами комплексов — это сердцевина персонажей романа Степана Процюка. Но на фоне инфернального человеческого существования иногда все же прорастает цветок чистоты и любви. На этих контрастах автор формирует психоландшафт человеческого бытия, показывает энергетику гнева и любви. Степан Процюк — писатель, который осмеливается показывать самые отдаленные уголки человеческой души, глубокие пропасти человеческого отчаяния, запутанные лабиринты человеческой жизни.
В 2011 году в издательстве «Академия» вышел психобиографический роман Степана Процюка о Владимире Винниченко «Маски опадают медленно». Автор решительно выходит за рамки жанров очерка, литературного портрета, эссе-биографии, которые обычно кладут в основу художественной биографистики, и предлагает оригинальную версию психоаналитического прочтения биографии одного из наиболее спорных и интересных украинских писателей XX века. Перед читателем предстает образ писателя-новатора европейского уровня и вместе с тем — эксцентрического невротика с драматической судьбой. Степан Процюк последовательно и логично представляет систему жизненных и сугубо психологических координат творца. В романе активно используются эпистолярий и дневники В. Винниченко. В характерной для С. Процюка стилевой манере заявлены коллизии сознательного и подсознательного, исполненные философией жизненные концепты, изысканная метафорика и глубокая символика, тайны внутренних структур человеческого естества, усложненный нарратив, способствующие художественному отображению бытийного и внебытийного, материального и нематериального, украинского и космополитического, закономерного и парадоксального, личного — национального — общечеловеческого. Глубинное проникновение во внутренний мир В. Винниченко и его творческую лабораторию, интересное сочетание документализма и домысла, яркая метафоричность и метафизичность — благодаря этим чертам роман стал заметным явлением современного литературного процесса на Украине.
Также в 2011 году в издательстве «Твердыня» вышла книга эссеистики Степана Процюка «Тени появляются на рассвете». Страх смерти, неврозы бессмысленности и абсурдности бытия, любовная зависимость, одиночество, глубинные внутренние конфликты -неполный перечень того, о чём пишет автор, и что составляет круг экзистенциальных проблем современного человека. Эссеистика Степана Процюка наделена энергетическим магнетизмом. Сборник «Тени появляются на рассвете» начинается экзистенциальным натурализмом, а завершается странными аллегориями с многошаровым содержанием. Эссе сгруппированы в пяти разделах. Первый раздел представляет глубоко интимные для автора и самые весомые произведения: «Тени появляются на рассвете», «Страх смерти», «В преддверии Лабиринта», «Трижды выполнишь, трижды засомневаешься»… Писатель не зацикливается на личностном опыте, часто подтверждая размышления примерами из биографий ярких личностей, которые демонстрируют проявления невротических «отклонений». В этот реестр вошли писатели М. Коцюбинский, В. Винниченко, В. Маяковский, А. Пушкин, М. Цветаева, А. Горенко (Ахматова), диктаторы А. Гитлер, И. Сталин, американский профессор Дж. Кеворкян, отдельные эссе посвящены Ф. Ницше и А. Шопенгауэру. Эссе «Двадцать четыре ритуальных частицы» посвящено теме любви. Во втором разделе могут заинтересовать короткие тексты мемуарного характера, посвящённые родным и знакомым автора. Третий раздел начинается размышлениям о женской истерии, автор также предлагает читателю поразмышлять о пограничных состояниях человеческой психики — мазохизме, боли и гневе, депрессии и мизантропии. Четвёртый раздел посвящён рассуждениям о разных, часто почти утилитарных вещах, пятый состоит из трёх небольших эссе-аллегорий. Как экспрессионист, Степан Процюк избегает примитивности реалистического изображения, отдавая предпочтение выражению глубоко-интимного, неизученного, таинственного в человеческом сознании. Доминирующая экзистенциальная направленность этой книги Степана Процюка доказывает, что автор преодолевает пропасти бытия на пути приближения к себе, духовному росту, предлагает читателю попытку преодолеть пустоту, одиночество, страх.
В конце 2011 года в журнале «Курьер Кривбасса» была напечатана повесть Степана Процюка «Бейся головой в стену» — о непростых отношениях умирающего отца и сына, который пытается его понять и поддержать. Автор создал эту повесть на самом высоком регистре чувств и переживаний. Литературный критик Евгений Баран твердит, что в ней есть «много того, что неоднократно апробировал Процюк в других повестях и романах: психоаналитика, надрыв, гротеск, натурализм с привычными аллегорически-символическими отступлениями и пассажами. Но тут все на месте, все выдержано, все работает на конечный результат. Партия Ивана и Свирида Кирилко создана по законам античной трагедии». Главное задание повести — осмыслить сложные взаимоотношения отца и сына. Для этого Степан Процюк использует психоаналитический «инструментарий», сочетая собственно художественный и психологический материал. Трёхчленная структура повести подчеркивает три концепта (понять, простить, отпустить прошлое), вместе с тем это проекция трёх временных координат: прошлого — предыстория, которая демонстрирует развитие отцовско-сыновних отношений; нынешнего — семь дней «ухода» и прощания с отцом; проекции будущего, в этом разделе аллегорические картины намекают на очищение и необратимые внутренние изменения. Художественный мир повести развивается в двух измерениях: реальном и фантастическом. Первый пласт имеет реально-автобиографическую подоплёку. Второй — мир снов, аллегорий, архетипов. Повесть «Бейся головой в стену» воспринимается как финальный аккорд «психиатрической» тетралогии Степана Процюка, своеобразный итог второго периода творчества.
Автор проводил литературные встречи с читателями во многих городах Украины: Киеве, Харькове, Львове, Одессе, Тернополе, Ужгороде, Черновцах, Луцке, а также в Кракове, Берлине, Оломоуце и т. д.
Произведения Степана Процюка переведены на несколько иностранных языков (немецкий, русский, словацкий, азербайджанский, португальский). Степана Процюка считают одним из самых неоднозначных современных украинских писателей-интеллектуалов. О его творчестве написаны сотни рецензий и статей. Как справедливо отметил Олег Соловей, «Степан Процюк — писатель, который в своих романах (а также в эссе, стихах и поэмах) опасно балансирует между Сциллой натурализма и Харибдой всемирного ужаса, осознать который могут только избранные… Это художественное счастье называют экспрессионизмом — видеть сущность вещей, пытаться что-то изменить и одновременно понимать, что изменить ничего нельзя: ведь погода не переменится, как писал в своё время Генри Миллер, а задолго до него — Экклезиаст. Творчество таких писателей, их громкий и нестерпимый глас вопиющего в пустыне мерзкого мещанского быта, собственно и становятся тем прогнозом погоды на завтра, к которому, наконец, следовало бы прислушаться, но этого не происходит. Человечество уверенно шагает к апокалипсису… С. Процюк давно и надежно вписывает себя в величественную традицию тираноборцев, правдолюбов, тех конкистадоров духа, которым предстоит отвоевать для всех нас новые территории».

## Произведения

### поэзия
- Процюк С. На вістрі двох правд // Нова дегенерація / Вступ. стаття Ю. Андруховича.
- Процюк С. Апологетика на світанку. — Ужгород, 1996.
- Процюк С. Завжди і ніколи. — Львів, 1999.

### Проза
- Процюк С. Переступ у вакуумі. — К., 1996.
- Процюк С. Шибениця для ніжності. — Тернопіль: Джура, 2001.
- Процюк С. Серафими і мізантропи. — Івано-Франківськ: Типовіт, 2002.
- Процюк С. Тотем. — Івано-Франківськ: Тіповіт, 2005. — 190 с.
- Процюк С. Інфекція // Кур’єр Кривбасу. — 2002. — № 149.-С. 3-68.
- Процюк С. Жертвопринесення. — Івано-Франківськ: Тіповіт,2007. — 207 с.
- Процюк С. Руйнування ляльки. − К.: Ярославів Вал, 2010. − 280 с.
- Процюк С. Троянда ритуального болю: Роман про Василя Стефаника. — К.: ВЦ «Академія», 2010. — 184 с.
- Процюк С. Маски опадають повільно: Роман про Володимира Винниченка. — К.: ВЦ «Академія», 2011. — 304 с. (Серія «Автографи часу»).
- Процюк С. Бийся головою до стіни: повість // Кур’єр Кривбасу. — 2011. — № 264—265 (Листопад-Грудень). — С.3-93.

### эссеистика
- Процюк С. Лицарі стилосу і кав’ярень. — К., 1996.
- Процюк С. Канатохідці. — Івано-Франківськ: Тіповіт, 2007. — 302 с.
- Процюк С. Аналіз крові. — К.: Грані-Т, 2010.- 150 с.
- Процюк С. Тіні з’являються на світанку: Есеїстика. — Луцьк: ПВД «Твердиня», 2011. — 216 с.

### книги для детей
- Степан Процюк про Василя Стефаника, Карла-Густава Юнга, Володимира Винниченка, Архипа Тесленка, Ніку Турбіну] / С. Процюк. — Київ: Грані-Т, 2008. — 96 сторінок — (Серія «Життя видатних дітей»). — ISBN 978-966-465-155-1.

Процюк С. Марійка і Костик. — К.: Грані-Т, 2008. — 63 с.
Процюк С. Залюблені в сонце. Друга історія Марійки і Костика. — К.: Грані-Т, [2008]. — 63 с.
Процюк С. Аргонавти. Третя історія Марійки і Костика. — Грані-Т, 2008. — 64 с.

## Литературные премии
Степан Процюк — лауреат многих украинских литературных премий:
• 7-кратный лауреат премии журнала «Курьер Кривбасса» (1998—2003),
• премии «Благовест» (2000),
• литературной премии им. Ивана Франко (2002),
• литературной премии им. Василия Стефаника.